# Oenochroma alpina
Oenochroma alpina là một loài bướm đêm trong họ Geometridae.